# Парашютизм

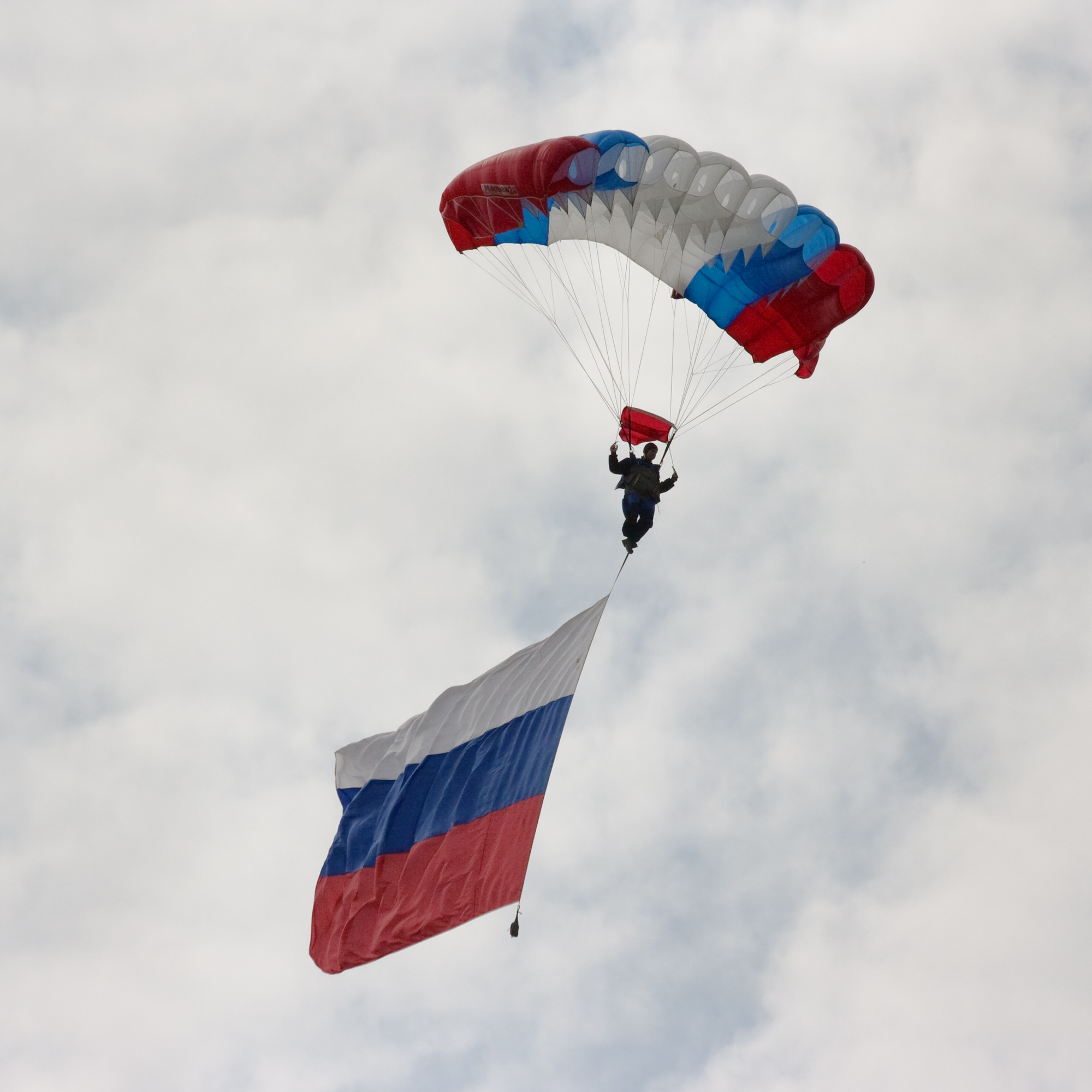
Показательные выступления — прыжок с флагом

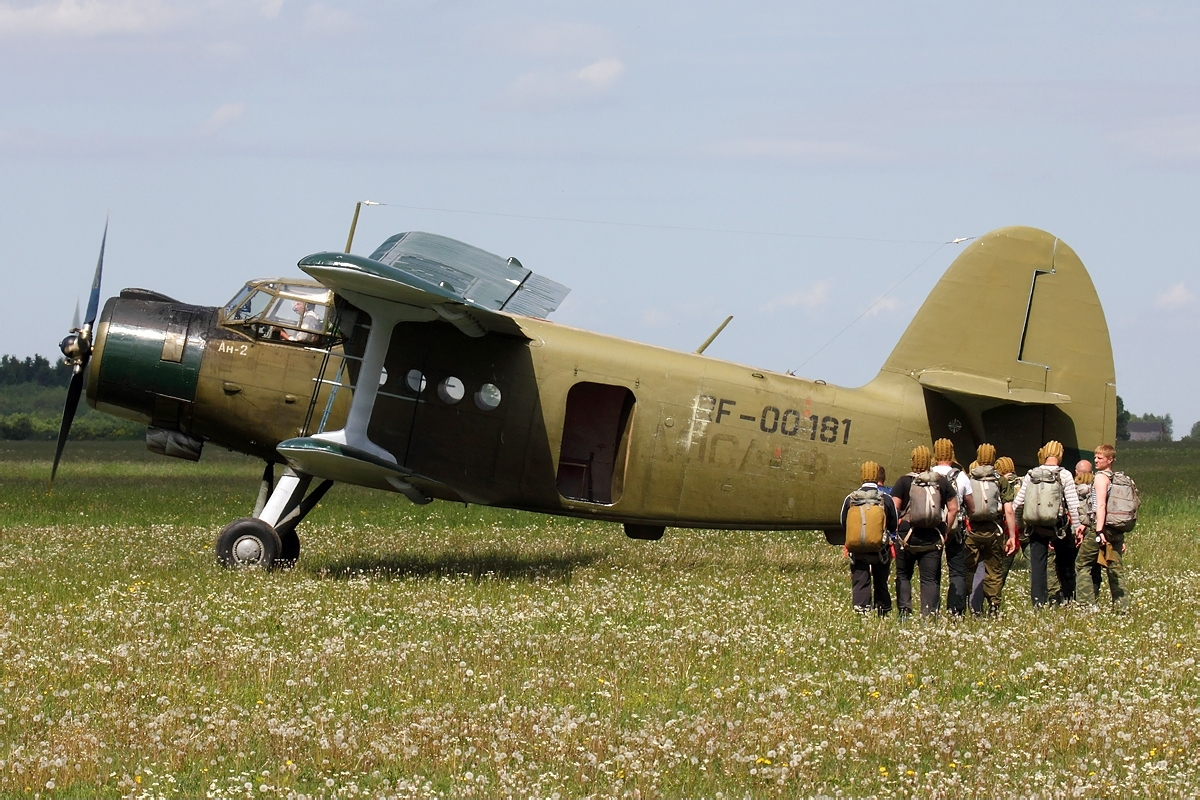
Парашютисты при посадке в Ан-2

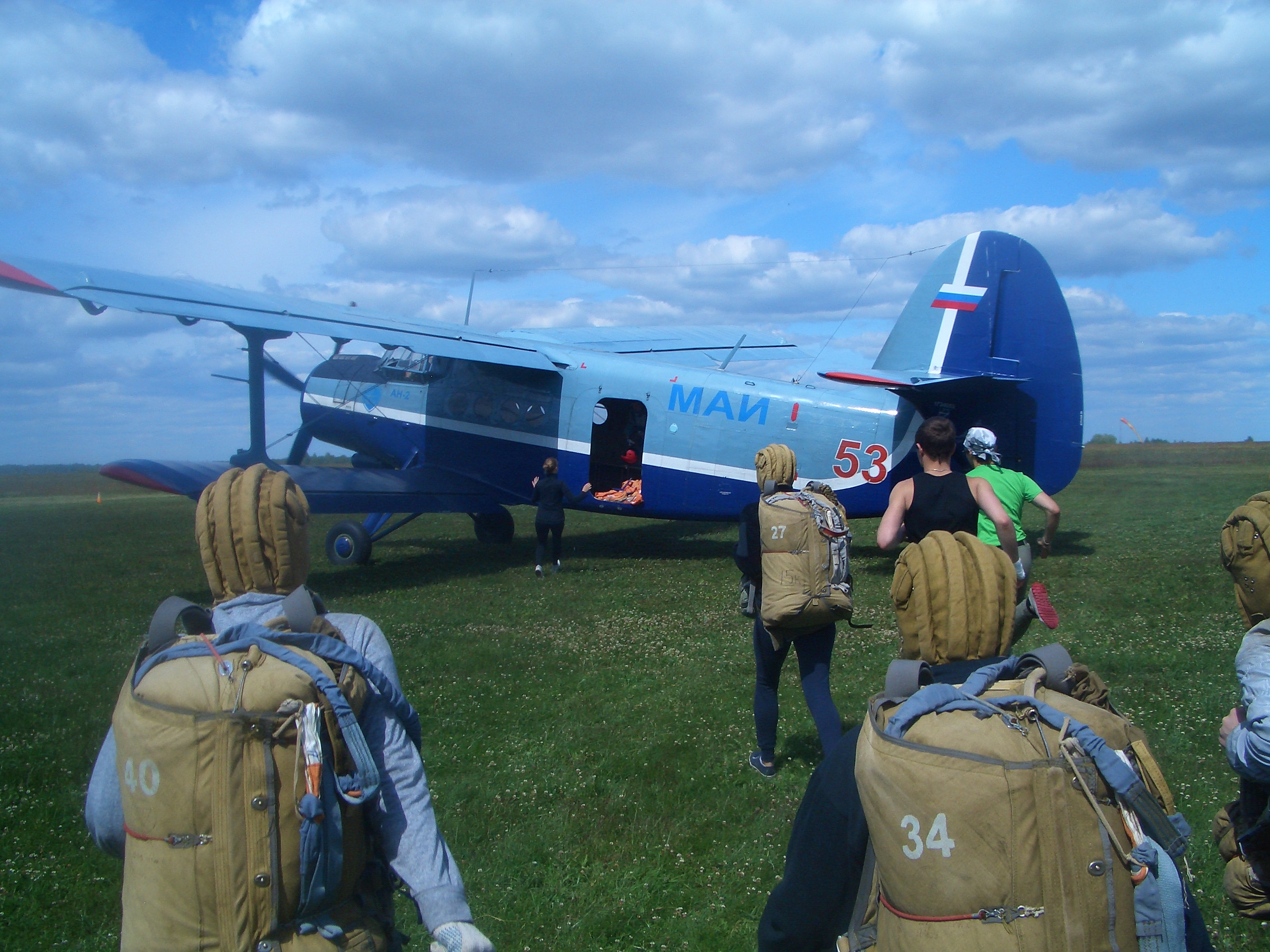
Парашютисты при посадке в Ан-2

Парашютизм, парашю́тный спо́рт — один из видов авиационного спорта, заключающийся в прыжках с парашютом с летательных аппаратов (самолёты, вертолёты, аэростаты, стратостаты), также скайдайвинг (от англ. sky diving — в буквальном переводе «ныряние в небе»). 
Цели и задачи парашютного спорта (парашютизма) постоянно менялись. Если первоначально парашют предназначался для спасения жизни, то позже он стал важным элементом массового воспитания и физического развития советской молодежи, будущих защитников Отечества, как военно-прикладной вид спорта, а также подготовки воздушного десанта. Современный парашютный спорт включает в себя такие дисциплины, связанные с точным пилотированием купола, как купольная акробатика, точность приземления и свуп, так и различные артистические виды спорта, вроде фристайла, перестроения в свободном падении, как групповая акробатика и фрифлай.

## Парашютный спорт[3]
Официальные соревнования по парашютному спорту в России проводятся в следующих спортивных дисциплинах:
- Точность приземления (групповая, личная)
- Двоеборье (точность приземления, акробатика, командные соревнования)
- Акробатика групповая (2, 4, 8, 6 или 10, большая формация, большая формация-перестроения)
- Акробатика вертикальная
- Акробатика купольная (2-перестроение, 4-ротация, 4-перестроение, 8-скоростное построение, большая формация)
- Купольное пилотирование (многоборье, дальность, скорость, точность)
- Атлетическое многоборье
- Параски (двоеборье, точность, двоеборье - командные соревнования)
- Скайсёрфинг
- Фристайл
- Фрифлайинг
- Полёты в вингсьюте
- Полёты в вертикальных аэродинамических трубах

В России пока не регламентирован официальными спортивными правилами бейсджампинг.

## Парашютный спорт в филателии

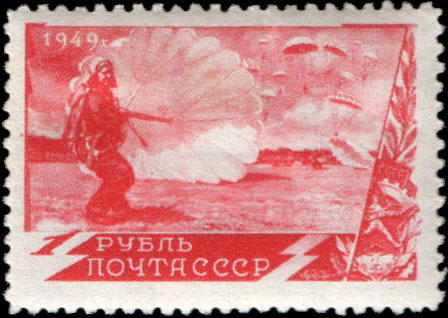
Марка СССР, 1949 г. ЦФА#1416. Парашютный спорт
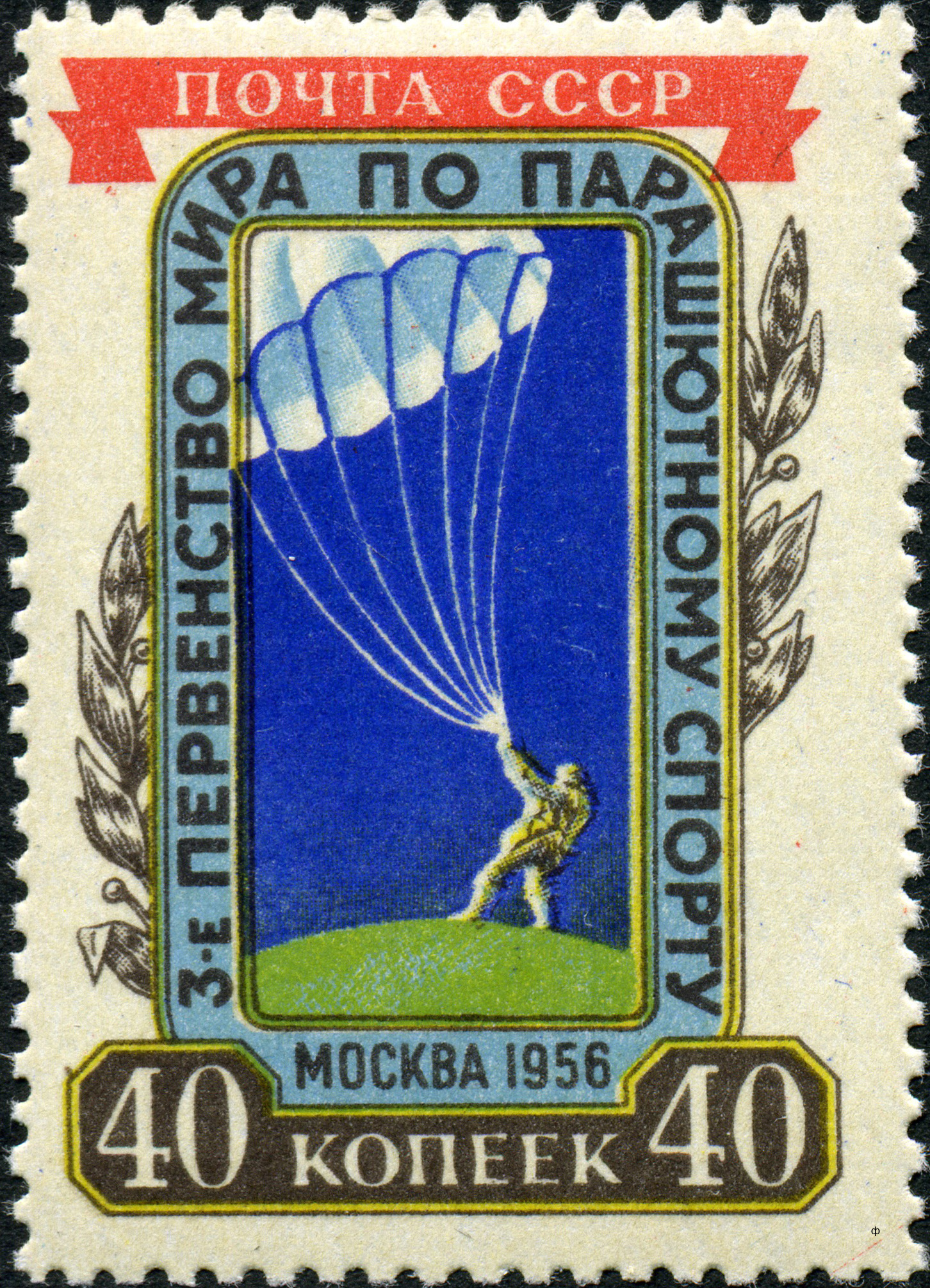
Марка СССР, 1956 г. ЦФА#1909 - 3-е первенство мира по  парашютному спорту. Москва
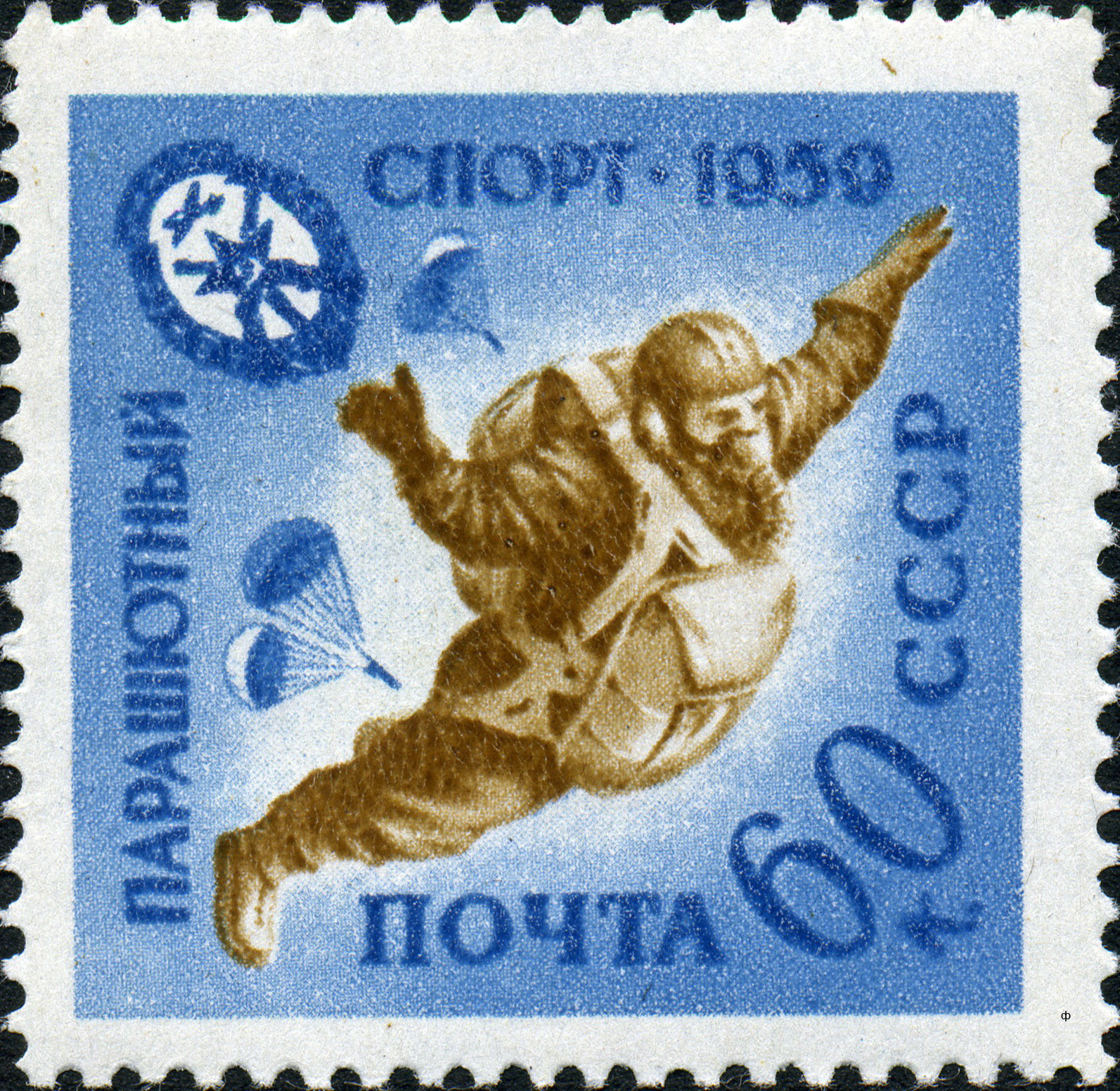
Марка СССР, 1959 г. ЦФА#2374 - Парашютный спорт. Свободное падение
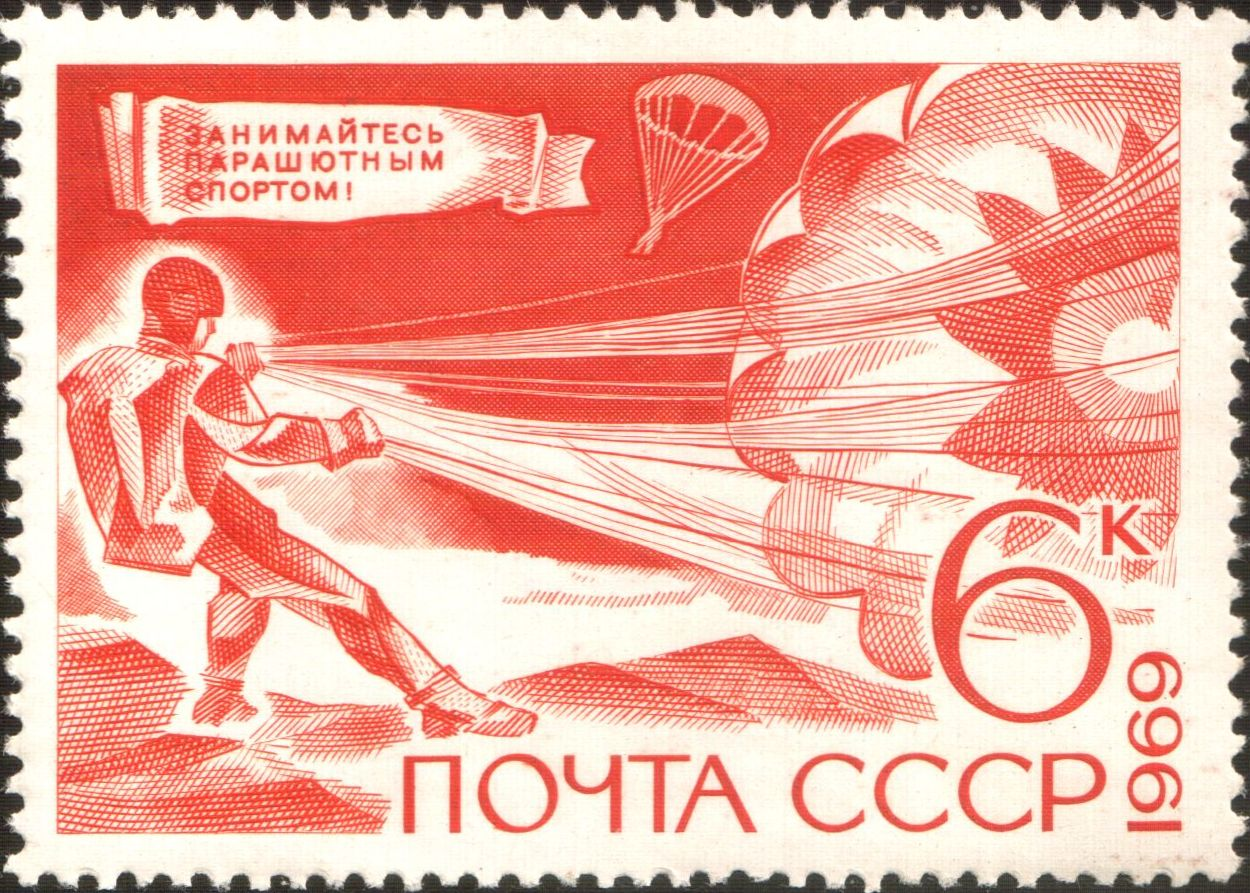
Марка СССР, 1969 г. ЦФА (ИТЦ «Марка») #3839. Парашютный спорт
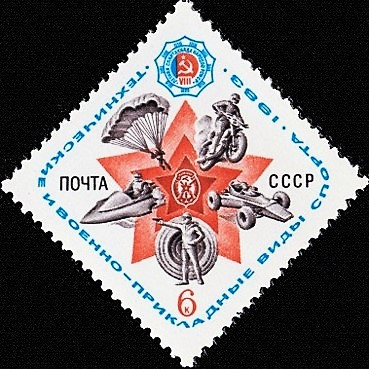
Почтовая марка СССР № 5393. 1983 г. Технические и военно-прикладные виды спорта
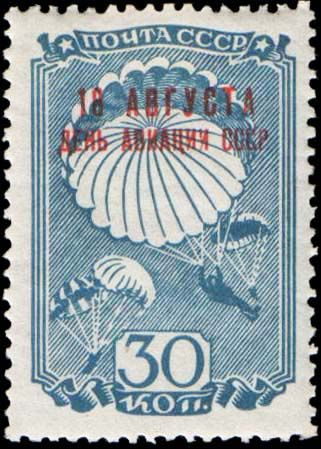
Марка СССР, 1939 г. ЦФА (ИТЦ «Марка») #687
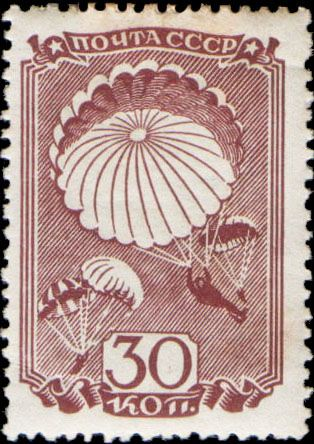
Марка СССР, 1928 г. ЦФА (ИТЦ «Марка») #629
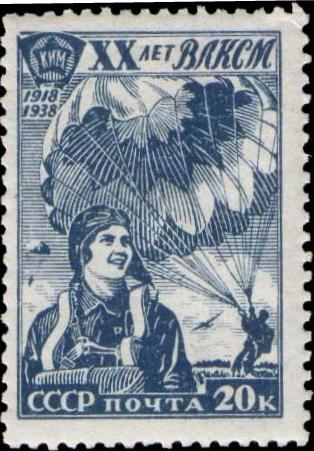
Марка СССР, 1938 г. ЦФА (ИТЦ «Марка») #640